# Затерії
Затерії (Zatheria) — в альтернативній розширеній класифікації це підлегіон ссавців, що входить до легіону кладотерії. Складається з вимерлих родин Arguitheriidae, Arguimuridae, Vincelestidae, вимерлого інфралегіону Перамури і інфралегіону Трібосфеніди.